# Bezirk Sołotwina
Bezirk Sołotwina – dawny powiat (Bezirk) kraju koronnego Królestwo Galicji i Lodomerii, funkcjonujący w latach 1854–1867. Siedzibą starostwa było miasteczko Sołotwina.

## Historia
Bezirk Sołotwina utworzono w ramach reformy uwłaszczeniowej z okresu Wiosny Ludów (1848–1849), która likwidowała jurysdykcję właściciela ziemskiego nad poddanymi. W Galicji, dominium – jako podstawowa jednostka administracyjna i filar systemu feudalnego straciło rację bytu. Konieczne stało się zatem wprowadzenie nowego systemu administracyjnego, którego zręby powstały w latach 1851–1855. Nowy trójstopniowy podział administracyjny objął 21 cyrkułów (niem. Kreise), 179 małych powiatów (niem. Bezirke) i ponad 6000 gmin (niem. Gemeinde).
Bezirk Sołotwina objął obszar o wielkości 10,3 mil², zamieszkany przez 24.360 ludzi i podzielony na 23 gminy katastralne, w tym jedno miasteczko (Sołotwina). Wszedł w skład cyrkułu stanisławowskiego, jako jeden z jego dziesięciu powiatów. Był to region górski, sięgający na samym południu (przez gminę Porohy) po Zalitawię.
Po nadaniu Galicji autonomii oraz powołaniu samorządu gminnego i powiatowego w 1865 zlikwidowano cyrkuły (Kreise). Dotychczasowe małe powiaty (Bezirke) w liczbie 179, utrzymały się do 1867 roku, kiedy to w następstwie kolejnej reformy administracyjnej (23 stycznia 1867) zostały zastąpione przez 74 większych powiatów.  Obszar zniesionego Bezirk Sołotwina wszedł wtedy w całości w skład nowego powiatu bohorodczańskiego. 1 sierpnia 1878 (gmina Hwozd), 1 kwietnia 1923  (gmina Bitków) i 1 lipca 1925 (gmina Mołotków) niektóre gminy przeniesiono do powiatu nadwórniańskiego. Powiat bohorodczański zniesiono 1 kwietnia 1932, a jego obszar włączono do powiatów nadwórniańskiego i stanisławowskiego.

## Podział administracyjny (1854)
| Lp. | Gmina jednostkowa         | Powierzchnia | Ludność | Powiat w 1867 po zniesieniu |
| --- | ------------------------- | ------------ | ------- | --------------------------- |
| 1   | Babcze                    | 3485         | 1313    | bohorodczański              |
| 2   | Bania                     | 1844         | 715     | bohorodczański              |
| 3   | Bitków                    | 4460         | 1189    | bohorodczański              |
| 4   | Bogrówka                  | 1290         | 398     | bohorodczański              |
| 5   | Chmielówka                | 1985         | 426     | bohorodczański              |
| 6   | Dźwiniacz                 | 1790         | 457     | bohorodczański              |
| 7   | Głęboka                   | 5435         | 898     | bohorodczański              |
| 8   | Hlebówka                  | 2850         | 828     | bohorodczański              |
| 9   | Hwozd                     | 3035         | 1572    | bohorodczański              |
| 10  | Jabłonka                  | 2695         | 821     | bohorodczański              |
| 11  | Kosmacz                   | 3765         | 664     | bohorodczański              |
| 12  | Krzywiec                  | 2595         | 556     | bohorodczański              |
| 13  | Kryczka                   | 5200         | 1233    | bohorodczański              |
| 14  | Manasterczany             | 1500         | 777     | bohorodczański              |
| 15  | Maniawa ze Skitem         | 7450         | 1343    | bohorodczański              |
| 16  | Markowa                   | 1975         | 686     | bohorodczański              |
| 17  | Mołotków                  | 1950         | 950     | bohorodczański              |
| 18  | Porohy                    | 32960        | 2153    | bohorodczański              |
| 19  | Rakowiec                  | 900          | 519     | bohorodczański              |
| 20  | Rosulna                   | 4056         | 1002    | bohorodczański              |
| 21  | Sołotwina (m) z Zarzeczem | 4875         | 3005    | bohorodczański              |
| 22  | Starunia                  | 3920         | 1588    | bohorodczański              |
| 23  | Żuraki                    | 2885         | 1267    | bohorodczański              |

Objaśnienie:
(M) = miasto; (m) = miasteczko